# Dendrobium striatiflorum
Dendrobium striatiflorum är en orkidéart som beskrevs av Johannes Jacobus Smith. Dendrobium striatiflorum ingår i släktet Dendrobium, och familjen orkidéer. Inga underarter finns listade i Catalogue of Life.